# Américo António Cuononoca
Américo António Cuononoca é um antropólogo  e político angolano ligado à UNITA. É membro da Assembleia Nacional de Angola.